# Sierra de Moncalvillo

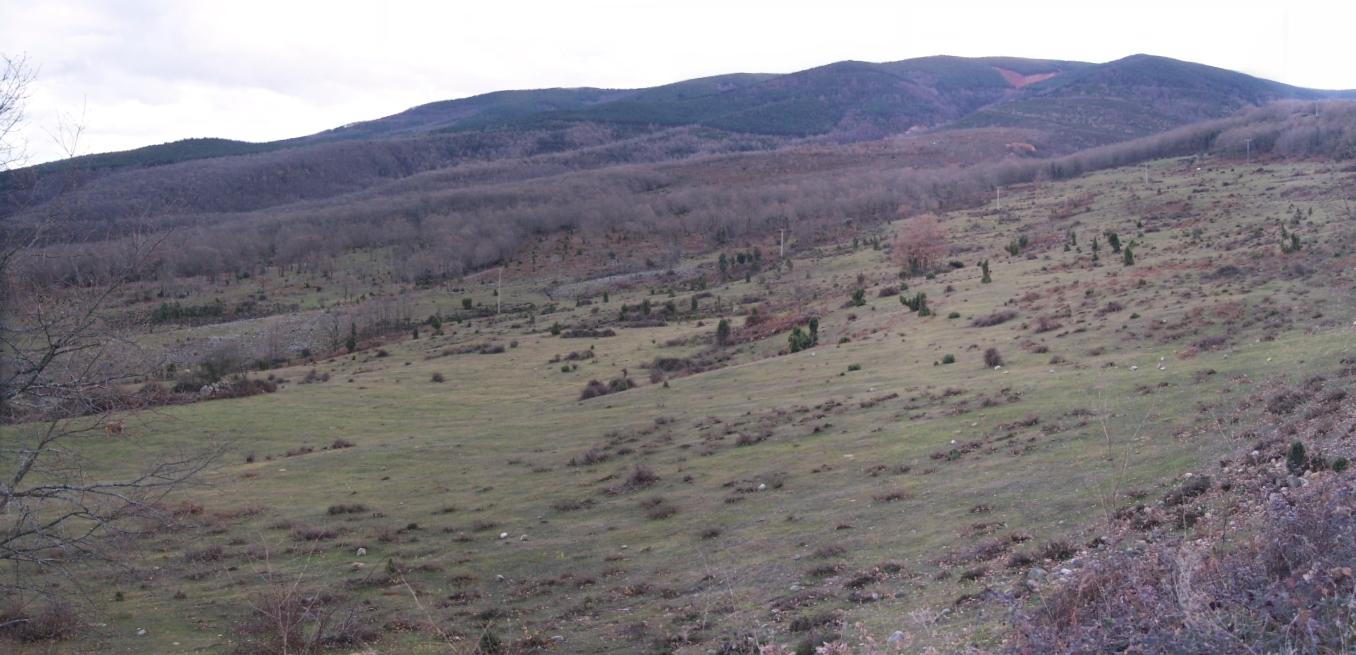
Pastizal en la sierra de Moncalvillo.

La sierra de Moncalvillo es un sistema montañoso perteneciente al sistema Ibérico situado en La Rioja (España). Sus cimas se sitúan por encima de los 1200 m, siendo el Serradero (1495 m) su pico más alto. Otros picos importantes son: Neveras (1424 m) y Calva (1261 m). En su vertiente norte se sitúa el Barranco del Colorado. Desde ellos es visible la práctica totalidad del valle del Ebro en La Rioja.
Esta sierra constituye la línea divisoria de aguas entre los ríos Najerilla e Iregua, ambos afluentes del Ebro por la margen derecha.
En 2006 el ayuntamiento de Sojuela rehabilitó varias neveras y mejoró diversas sendas para su acceso a ellas.

## Flora
En sus laderas hay sobre todo pinos, acebos y hayas, y en menor medida quejigos y rebollos.